# DRP
DRP — (Distribution requirements planning — планування потреби розподілу) — функція визначення потреби в поповненні запасів на складах системи. Є складовою частиною систем класу MRP II чи ERP.
В ешелонованих (багаторівневих) системах дистрибуції працює за логікою «зворотного каскадування» попиту знизу догори (фактичних замовлень та прогнозу) від регіональних складів до головного складу-постачальника. У свою чергу, потреба в поповненні головного складу є основою для складання замовлень на закупівлю та для створення головного календарного плану виробництва.
Подальшим розвитком логіки DRP є системи класу DRP II.